# Женский Вестник (журнал, 1904—1918)
Женский Вестник — ежемесячный общественный и научно-литературный журнал, издавался в Санкт-Петербурге с 1904 по 1918 годы. Издательница-редактор женщина-врач М. И. Покровская. «Женский вестник» ставил своей целью борьбу за получение равных избирательных прав для женщин, эмансипацию женщины в семье и в обществе, освещал вопросы избирательного права женщин, политические права и свободы, женские организации, дискриминацию женщин (социальная, профессиональная, образовательная, и др.).